# 尼基塔·拉夫洛維奇
尼基塔·伊戈列維奇·拉夫洛維奇（俄语：Никита Игоревич Рафалович，1993年10月10日—）是一名烏茲別克男子跆拳道運動員。他曾經獲得2015年世界跆拳道錦標賽男子74公斤級銀牌及2017年世界跆拳道錦標賽男子74公斤級銀牌。

## 外部連結
- TaekwondoData.com （页面存档备份，存于）